# معالجة المياه العادمة
معالجة المياه العادمة هي عملية تستخدم لإزالة الملوثات من مياه الصرف الصحي أو المياه العادمة وتحويلها إلى مياه معالجة متدفقة والتي يمكن إرجاعها إلى دورة الماء الطبيعية مع حد أدنى من التأثير على البيئة، أو إعادة استخدامها بشكل مباشر. هذا الأخير يسمى استصلاح المياه لأنه يمكن استخدام المياه العادمة المعالجة لأغراض أخرى. تتم عملية المعالجة في محطة معالجة مياه الصرف الصحي (دبلو دبليو تي بّي)، والتي يشار إليها غالبًا باسم مرفق استرداد موارد المياه (دبليو أر أر أف) أو محطة معالجة مياه الصرف الصحي (أس تي بّي). تتم إزالة الملوثات في مياه الصرف الصحي البلدية (المنازل والصناعات الصغيرة) أو تفكيكها.
تعتبر معالجة المياه العادمة جزءًا من مجال الصرف الصحي الشامل. يشمل الصرف الصحي أيضا إدارة النفايات البشرية والنفايات الصلبة وكذلك إدارة مياه الأمطار (التصريف). يمكن أيضًا معالجة المنتجات الثانوية من محطات معالجة المياه العادمة، مثل نفايات الغربلة والحصى وحمأة مياه الصرف.

## الطرح واعادة الاستخدام
مع أن عملية التخلص أو إعادة الاستخدام تحدث بعد عملية المعالجة، إلا أنه يجب أخذها في عين الاعتبار أولاً. بما أن التخلص أو إعادة الاستخدام هما هدف معالجة مياه الصرف الصحي، فإن خيارات التخلص أو إعادة الاستخدام هي أساس قرارات المعالجة. قد تختلف التراكيز المقبولة للشوائب باختلاف نوع الاستخدام أو مكان التخلص منها. غالبًا ما تجعل تكاليف النقل تراكيز الشوائب المقبولة تعتمد على موقع التخلص منها، ولكن متطلبات العلاج باهظة الثمن قد تشجع اختيار موقع التخلص على أساس تراكيز الشوائب. يخضع التخلص من الفضلات عن طريق المحيط لشروط المعاهدة الدولية. قد تنظم المعاهدات الدولية أيضًا التخلص من الفضلات عن طريق الأنهار التي تعبر الحدود الدولية. قد تخضع المسطحات المائية التي تقع بالكامل ضمن سلطة دولة واحدة للوائح الحكومات المحلية المتعددة. قد تختلف التراكيز المقبولة للشوائب للتخلص من مياه الصرف الصحي إلى برك التبخر أو أحواض الترشيح أو آبار الحقن اختلافاً كبيراً بين الولايات القضائية المختلفة.

## العمليات والاجراءات
يمكن استخدام العمليات البيولوجية في معالجة المياه العادمة وقد تشمل هذه العمليات، على سبيل المثال، البحيرات الهوائية أو الحمأة المنشطة أو المرشحات البطيئة للرمال. لكي تكون فعالة، يجب نقل مياه الصرف الصحي إلى محطة المعالجة عن طريق الأنابيب والبنية التحتية المناسبة ويجب أن تخضع العملية نفسها للوائح والضوابط. بعض مياه الصرف الصحي تتطلب طرق علاج مختلفة ومتخصصة في بعض الأحيان. على أبسط المستويات، تتم معالجة مياه الصرف الصحي ومعظم مياه الصرف الصحي من خلال فصل المواد الصلبة عن السوائل، عادة عن طريق الترسيب. عن طريق تحويل المواد المذابة تدريجياً إلى مواد صلبة، عادةً ما تكون كتلة بيولوجية، والتي يتم تسويتها بعد ذلك، يتم إنتاج تيار سائل ذو نقاوة متزايدة.

### فصل المرحلة
فصل الطور ينقل الشوائب إلى طور غير مائي. قد يحدث فصل الطور عند نقاط وسيطة في تسلسل معالجة لإزالة المواد الصلبة المتولدة أثناء الأكسدة أو التلميع. يمكن استرداد الشحوم والزيوت للحصول على الوقود أو التصبن. غالبًا ما تتطلب المواد الصلبة نزح الحمأة في محطة معالجة مياه الصرف. تختلف خيارات التخلص للمواد الصلبة المجففة باختلاف نوع الشوائب وتركيزها من الماء.
ومع ذلك، قد يؤدي إنتاج محلول ملحي النفايات إلى تثبيط معالجة مياه الصرف الصحي عن طريق إزالة المواد الصلبة غير العضوية الذائبة من الماء بطرق مثل التبادل الأيوني والتناضح العكسي والتقطير.

### ترسيب
يمكن إزالة المواد الصلبة مثل الحجارة والحصى والرمل من مياه الصرف الصحي عن طريق الجاذبية عندما تكون اختلافات الكثافة كافية للتغلب على التشتت عن طريق الاضطرابات. فصل الجاذبية للمواد الصلبة هو المعالجة الأولية لمياه الصرف الصحي، حيث تسمى عملية الوحدة «خزانات التكويم الأولية» أو «خزانات الترسيب الأولية». كما أنها تستخدم على نطاق واسع لعلاج مياه الصرف الصحي الأخرى. المواد الصلبة الأثقل من الماء سوف تتراكم في قاع أحواض الترسيب الهادئة. كما تحتوي عوامل التصفية الأكثر تعقيدًا على كاشطات لإزالة الشحوم العائمة في نفس الوقت مثل حثالة الصابون والمواد الصلبة مثل الريش أو رقائق الخشب. تم تصميم حاويات مثل فاصل الزيت عن الماء إيه بّي آي خصيصًا لفصل السوائل غير القطبية

### تصفية
يمكن إزالة المواد الصلبة العالقة والتعليق الغروي للمواد الصلبة الدقيقة، عمومًا بعد شكل من أشكال التخثر، عن طريق الترشيح من خلال حواجز مادية دقيقة مميزة عن الشاشات الخشنة أو المناخل عن طريق القدرة على إزالة جزيئات أصغر من الفتحات التي تمر بها المياه. هناك أنواع أخرى من مرشحات المياه تزيل الشوائب بواسطة العمليات الكيميائية أو البيولوجية الموضحة أدناه.

### أكسدة
الأكسدة يقلل من الطلب على الأكسجين الكيميائي الحيوي لمياه الصرف الصحي، وقد يقلل من سمية بعض الشوائب. تقوم المعالجة الثانوية بتحويل المركبات العضوية إلى ثاني أكسيد الكربون والماء والمواد الصلبة الحيوية. الأكسدة الكيميائية تستخدم على نطاق واسع للتطهير.

### الأكسدة الكيميائية الحيوية
تستخدم المعالجة الثانوية بواسطة الأكسدة الكيميائية الحيوية للمركبات العضوية الذائبة والمغلقة على نطاق واسع في معالجة مياه الصرف الصحي وتنطبق على بعض مخلفات الصرف الزراعية والصناعية. الأكسدة البيولوجية سوف تفضّل إزالة المركبات العضوية المفيدة كإمداد غذائي لنظام المعالجة البيئي. قد يتم تقليل تركيز بعض المركبات الأقل هضمًا بواسطة التمثيل الغذائي المشترك. تكون كفاءة الإزالة محدودة بسبب الحد الأدنى لتركيز الطعام المطلوب للحفاظ على النظام البيئي للعلاج.

### الأكسدة الكيميائية
يتم استخدام الأكسدة الكيميائية (بما في ذلك الكهروكيميائية) لإزالة بعض الملوثات العضوية الثابتة والتركيزات المتبقية بعد الأكسدة الكيميائية الحيوية. التطهير بالأكسدة الكيميائية يقتل البكتيريا ومسببات الأمراض الميكروبية عن طريق إضافة الأوزون أو الكلور أو الهيبوكلوريت إلى مياه الصرف.

### تلميع
يشير التلميع إلى العلاجات التي تتم بالطرق المذكورة أعلاه. يمكن أيضًا استخدام هذه المعالجات بشكل مستقل لبعض مياه الصرف الصناعي. يقلل الخفض الكيميائي أو تعديل الأس الهيدروجيني من التفاعل الكيميائي للمياه العادمة بعد الأكسدة الكيميائية. تعمل تصفية الكربون على إزالة الملوثات والشوائب المتبقية عن طريق الامتصاص الكيميائي على الكربون المنشط. يعد الترشيح خلال الرمل (كربونات الكالسيوم) أو مرشحات القماش الطريقة الأكثر شيوعًا المستخدمة في معالجة مياه الصرف البلدية.

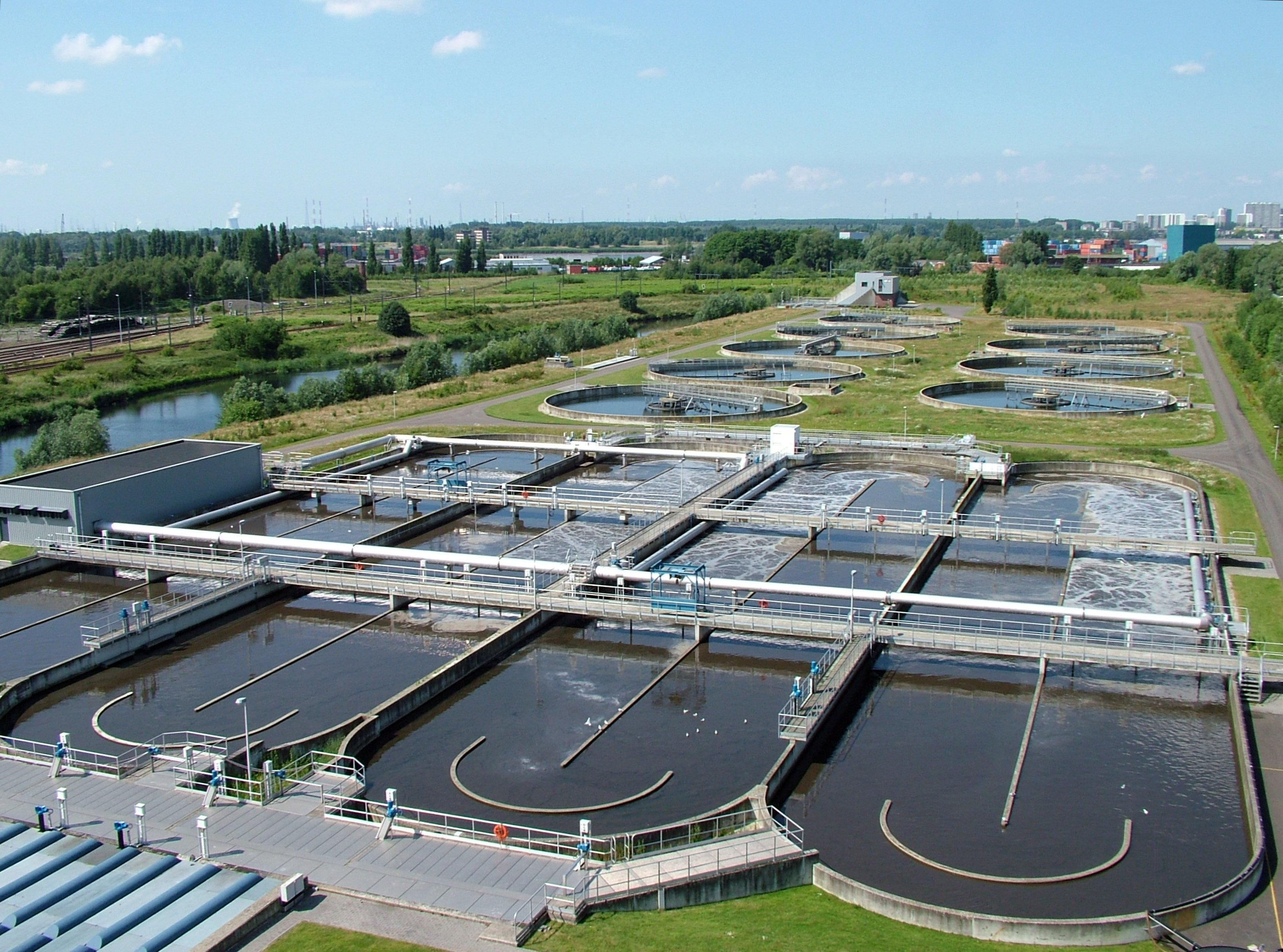
نظرة عامة على محطة معالجة مياه الصرف الصحي في أنتويرب-زويد ، الواقعة جنوب تكتل أنتويرب (بلجيكا)

## محطات معالجة مياه الصرف الصحي
بالنسبة للأنواع النباتية المستخدمة في معالجة المياه، راجع الكائنات المشاركة في تنقية المياه.
يمكن تمييز محطات معالجة المياه العادمة بنوع المياه العادمة المراد معالجتها، أي ما إذا كانت مياه الصرف الصحي أو مياه الصرف الصناعي أو مياه الصرف الصحي الزراعية أو المادة المرتشحة.

### محطات معالجة مياه الصرف الصحي
قد تشمل محطة معالجة مياه الصرف الصحي البلدية التقليدية في بلد صناعي المعالجة الأولية لإزالة المواد الصلبة، والمعالجة الثانوية لهضم المواد العضوية الذائبة والمعلقة، وكذلك النيتروجين والفوسفور والمغذيات، والتطهير - أحيانًا ولكن ليس دائمًا - لقتل البكتيريا المسببة للأمراض. تخضع حمأة المجاري التي يتم إنتاجها في محطات معالجة مياه الصرف الصحي إلى معالجة الحمأة. تتضمن البلديات الأكبر حجمًا المصانع التي تصرف مياه الصرف الصناعي في شبكة الصرف الصحي البلدية. يتم استبدال مصطلح «محطة معالجة مياه الصرف الصحي» أحيانًا بمصطلح «محطة معالجة مياه الصرف». يمكن أيضًا معالجة مياه الصرف الصحي بعمليات باستخدام «حلول قائمة على الطبيعة».